# Cantó de Saint-Sever-Calvados
El cantó de Saint-Sever-Calvados és un cantó francès del departament de Calvados, situat al districte de Vire. Té 18 municipis i el cap es Saint-Sever-Calvados.

## Municipis
- Beaumesnil
- Campagnolles
- Champ-du-Boult
- Courson
- Fontenermont
- Le Gast
- Landelles-et-Coupigny
- Le Mesnil-Benoist
- Le Mesnil-Caussois
- Mesnil-Clinchamps
- Le Mesnil-Robert
- Pont-Bellanger
- Pont-Farcy
- Saint-Aubin-des-Bois
- Sainte-Marie-Outre-l'Eau
- Saint-Manvieu-Bocage
- Saint-Sever-Calvados
- Sept-Frères

## Història
| Data d'elecció                           | Identitat                 | Partit                                 | Qualitat |
| ---------------------------------------- | ------------------------- | -------------------------------------- | -------- |
| 1945-19..                                | Louis Tardif de Petiville | Divers droite                          |          |
| 19..-1958                                | M. Le Sénéchal            | Divers droite                          |          |
| 1958-2001                                | Marcel Restout            | divers droite, després CD, després UDF |          |
| 2001-2008                                | Rémy Anfray               | UDF                                    |          |
| 2008-                                    | Yves Rondel               | Divers droite                          |          |
| les dades anteriors no són pas conegudes |                           |                                        |          |
|                                          |                           |                                        |          |

## Demografia
| A partir de 1990: Població sense dobles comptes |